# 特雷佐内
特雷佐内（義大利語：Trezzone），是意大利科莫省的一座市镇。总面积4平方公里，人口237人，人口密度59.3人/平方公里（2009年）。ISTAT代码为013226。